# Unzumutbare Belästigung
Als Unzumutbare Belästigung werden im deutschen Lauterkeitsrecht verschiedene Arten der Werbung bezeichnet, die durch § 7 UWG erfasst werden.

## Überblick
§ 7 UWG dient dem Schutz der Privatsphäre der Verbraucher, bzw. der Ungestörtheit der Betriebsabläufe von Unternehmen. Inwiefern er auch die Entscheidungsfreiheit der Marktteilnehmer schützt, ist umstritten. Die Fallgruppe der Belästigung war durch die Rechtsprechung bereits nach § 1 UWG a.F. anerkannt. Mit der UWG-Novelle 2004 wurde sie als Konkretisierung der neuen Generalklausel (§ 3 UWG a.F.) in § 7 UWG a.F. kodifiziert. Mit der Reform 2008 erfuhr die Norm weitgehende Änderungen: Sie ist nunmehr keine bloße Konkretisierung der Generalklausel in § 3 Abs. 1 UWG, sondern ein eigenständiger Tatbestand, der bereits für sich allein eine Unlauterkeit begründet (§ 8 Abs. 1 UWG). Dies rührt daher, dass die für die UWG-Reform 2008 maßgebliche Richtlinie nur die irreführenden und aggressiven Geschäftspraktiken und nicht die Belästigung als solche kennt.

## Tatbestand
§ 7 Abs. 2 UWG listet diejenigen Belästigungen auf, die stets unlauter sind. Darunter fallen die Brief- und Flyer-Werbung (Nr. 1), Telefonwerbung wie das Slamming (Nr. 2) sowie Fax/E-Mail-Werbung (Nr. 3), außerdem alle Direktwerbearten, die das Transparenzgebot verletzen (Nr. 4). Dabei wird je nach Werbeart auf verschiedene Einwilligungsvoraussetzungen abgestellt, um die Unlauterkeit zu begründen. So muss bei E-Mail Werbung die vorherige ausdrückliche Einwilligung des Adressaten vorliegen (vgl. aber § 7 Abs. 3 UWG).
§ 7 Abs. 1 UWG erfasst mit seiner Generalklauselhaftigkeit all diejenigen Fälle, die nicht durch § 7 Abs. 2 UWG gedeckt werden. Dies betrifft vor allem das Ansprechen in der Öffentlichkeit sowie Vertreterbesuche. Ersteres hält der Bundesgerichtshof für lauter, sofern der Werbende sich als solcher zu erkennen gibt. Tut er dies nicht, liegt darin ein unlauteres „Erschleichen von Aufmerksamkeit“. Vertreterbesuche wurden bislang aufgrund ihrer langen Tradition für zulässig erachtet, daran hat sich jedoch vor allem in jüngerer Zeit deutliche Kritik geregt.